# هورنی سلاوکوو
هورنی سلاوکوو (به چکی: Horní Slavkov) یک منطقهٔ مسکونی در جمهوری چک است که در ناحیه سوکولوو واقع شده‌است.
 هورنی سلاوکوو  ۵٬۵۰۳ نفر جمعیت دارد.

## خواهرخوانده
شهر آرزبرگ (اوبرفرانکن) خواهرخواندهٔ هورنی سلاوکوو هست.